# JPC De Sprengen
JPC De Sprengen was een justitiële jeugdinrichting voor jongens. De inrichting bood opvang en behandeling en was actief op twee locaties: Wapenveld en Zutphen.
In totaal was er plaats voor 150 jongens in de leeftijd van 12 t/m 24 jaar. De jongens werden in het kader van een straf of maatregel in De Sprengen geplaatst. 
In Zutphen werden ook minderjarige jongens uit de jeugdzorg geplaatst zonder strafbare feiten te hebben gepleegd. Vaak met een duur tot wel 12 maanden. Deze werden niet op aparte afdelingen geplaatst, afgezonderd van veroordeelde jongens. 
Sinds dat OTS (ondertoezichtstellingen/Jeugdzord) en PIJ (strafmaatregel veel in het nieuws zijn geweest wilden ze van Locatie Zutphen(jeugdgevangenis)van De Sprengen een Jeugd-TBS kliniek maken. Dat wil zeggen dat de jongens die een PIJ-maatregel hebben gesloten moeten blijven zitten en de OTS'ers (Onder Toezicht Stelling) in een open inrichting worden geplaatst. De Ministerie van Justitie heeft veel klachten gekregen uit de hoek van Bureau Jeugdzorg met de mededeling dat OTS'ers niet tussen de zware jongens moesten zitten en daar alleen maar slechter van worden.
De in de jaren negentig gestarte groei van capaciteit bij justitiële inrichtingen zette door tot 2007. Er was een stijgende vraag naar 
plaatsen in zulke instellingen en de politiek wilde extra plaatsen financieren (Beker et al., 1998). Het geloof in de disciplinaire heropvoeding binnen justitiële inrichtingen, vanaf de jaren zeventig in twijfel getrokken, was helemaal terug. De capaciteit bereikte 
met 2689 plaatsen (bezetting: 2356) in 2007 een recordhoogte. 
Toen was de groei ook abrupt voorbij; in de jaren 2007-2010 nam de capaciteit met meer dan de helft af (55,1%) naar 1207 plaatsen. De bezetting daalde nog sterker, van 2356 naar zeshonderdeenentachtig (71%). 
Dit kwam om twee redenen. Allereerst was besloten om in de justitiële 
jeugdinrichtingen uitsluitend nog jeugdigen te plaatsen met een strafrechtelijke maatregel. Sinds het begin van de eenentwintigste eeuw werden in justitiële jeugdinrichtingen naast jongeren met een strafrechtelijke maatregel steeds meer civielrechtelijk geplaatste pupillen opgenomen, iets wat daarvoor wel gebeurde, maar 
veel minder frequent (Drost, 2011). Daardoor steeg het aantal onder toezicht gestelde jongeren in de gesloten opvang in vier jaar van enkele tientallen naar ruim achthonderd en liep hun gemiddelde verblijfsduur in deze gesloten instellingen op naar meer dan een half jaar. Deze gezamenlijke opsluiting van strafrechtelijk en civielrechtelijk geplaatste jongeren verloor haar draagvlak bij de bevolking, met name  bij ouders van civielrechtelijk geplaatste en opgesloten jongeren, en bij het parlement. 
Daarom besloot het kabinet Balkenende-Bos-Rouvoet deze gezamenlijke plaatsing van strafrechtelijk en civielrechtelijk geplaatste jongeren in één en dezelfde gesloten instelling te beëindigen. Dat betekende niet dat er vanaf nu geen civielrechtelijk geplaatste kinderen meer in een gesloten instelling terechtkwamen. Ze werden echter 
niet meer samen met de strafrechtelijk geplaatste jongeren opgesloten. Voor de civielrechtelijk geplaatste jongeren voor wie gesloten opvang toch noodzakelijk werd geacht, kwam vanaf 2008 gesloten capaciteit beschikbaar in al bestaande instellingen 
die nu werden ingericht als gesloten Jeugdzorg onder de naam JeugdzorgPlus: zowel  justitiële instellingen die voortaan als JeugdzorgPlus verder gingen als een dertiental bestaande particuliere aanbieders. 
Door aanhoudende kritiek en verschillende onderzoeken werd uiteindelijk besloten tot totstandkoming van een nieuw soort zorg in 2010: de JeugdzorgPlus (Boendermakers, 2008).